# Ginarino le Sicilien
 (août 2025).
Motif : Absence de sources
- Archive Wikiwix
- Bing
- Cairn
- DuckDuckGo
- E. Universalis
- Gallica
- Google
- G. Books
- G. News
- G. Scholar
- Persée
- Qwant
- (zh) Baidu
- (ru) Yandex
- (wd) trouver des œuvres sur Wikidata

| 1. | Préciser le motif de la pose du bandeau. | Précisez le motif de la pose du bandeau en utilisant la syntaxe suivante : {{admissibilité à vérifier\|date=août 2025\|motif=remplacez ce texte par le motif}}                            |
| 2. | Informer les utilisateurs concernés.     | Pensez à avertir le créateur de l'article, par exemple, en insérant le code ci-dessous sur sa page de discussion : {{subst:avertissement admissibilité à vérifier\|Ginarino le Sicilien}} |

Ginarino le Sicilien est une bande dessinée parue en 1967 et 1968 dans Spirou, scénarisée par Georges Gavazzi et dessinée par Salvérius sous le pseudonyme de Salvé.

## Thème
Au XIXe siècle, les aventures de Ginarino et de ses concitoyens du village de Fiordaliso dans une Sicile plutôt paisible. L'ambiance de la série tient à la fois du village d'Astérix et de l'Ouest de Lucky Luke.

## Publications dans Spirou
N°1529 (1967) 1. Sans titre - 8 pages
N°1550 (1967) 2. Le retour du grand Sicilien - 8 pages
N°1575 (1968) 3. Un royaume pour Conrad V - 6 pages. Un nommé Conrad débarque à Fiordaliso, qui se dit héritier du trône de Conradin. Les citoyens, partagés sur la question, vont consulter le "grand" Julio, chef de la mafia. Celui-ci est hostile à Conrad. Rixes et fusillades s'enchaînent... Finalement, Conrad V, lassé, s'en va.